# Диль (департамент)
Департамент Диль (фр. Département de la Dyle) — административная единица Первой французской империи, располагавшаяся на территории бывшей провинции Брабант. Департамент был назван по реке Диль.
Департамент был создан 1 октября 1795 года, после того как Австрийские Нидерланды были оккупированы французскими войсками. Первым префектом департамента стал Луи-Густав де Понтекулан. Департамент подразделялся на арондисманы Брюссель, Лёвен и Нивель.
После разгрома Наполеона на месте департамента была восстановлена провинция Брабант, которая вошла в состав Объединённого королевства Нидерландов.